# Tour Chéphren
Tour Chéphren ist der Name eines Hochhauses im 13. Arrondissement von Paris. Es ist Teil des Städtebauprojekts Italie 13. Erbaut wurde das Hochhaus 1974. Das Gebäude verfügt über 27 Etagen und misst 90 Meter. Entworfen wurde das Gebäude von den Architekten Jérôme Delaage und Fernand Tsaropoulos. Zusammen mit den Tour Chéops und Tour Mykérinos bildet Tour Chéphren ein Gebäudeensemble um den Square Dunois. Von den drei ägyptischen Türmen ist Tour Chéphren der Niedrigste. Alle drei verfügen über eine Sichtbetonfassade.
Der Wohnturm ist mit den Métrostationen Chevaleret und Nationale an den öffentlichen Nahverkehr im Großraum Paris angebunden.